# Guánószula
A guanószula vagy perui szula (Sula variegata) a madarak (Aves) osztályának szulaalakúak (Suliformes) rendjébe, ezen belül a szulafélék (Sulidae) családjába tartozó faj.

## Előfordulása
Panama, Chile, Kolumbia, Ecuador és Peru területén honos.

## Megjelenése
Testhossza 74 centiméter.